# Râul Sarsău
Râul Sarsău este un curs de apă, afluent al râului Călata.

## Hărți
- Harta județului Cluj